# Миксоцель
Миксоцель (от др.-греч. μῖξις «смешение» и κοῖλος «полый»), или смешанная полость тела, — полость тела, образующаяся в процессе эмбрионального развития путём слияния рудиментарной вторичной полости тела (целома) с первичной полостью тела. Традиционно такой способ формирования полости тела приписывается членистоногим. В настоящее время эта трактовка природы полости тела оспаривается на том основании, что в эмбриогенезе членистоногих наблюдается не разрушение стенок целомических мешков, а заполнение их просвета клеточной массой; производные целомов остаются отделёнными от полости тела базальной мембраной.

## Общая характеристика
Миксоцель содержит внутренние органы и заполнена гемолимфой, которая является одновременно и полостной жидкостью и аналогом крови. Представляет собой систему лакунарных или щелевидных пустот между внутренними органами. Не обладает собственной клеточной выстилкой. Во время эмбрионального развития у членистоногих, как и у кольчатых червей, закладываются парные целомические мешки, имеющие метамерное строение. Позднее стенки целомических мешков разрушаются, распадаясь на отдельные клетки, а целомические полости сливаются с остатками первичной полости тела, образуя миксоцель. Из мезодермальных клеток стенок целомических мешков впоследствии образуются мускулатура, клетки гемолимфы, жировое тело и другие мезодермальные структуры.

## Миксоцель у насекомых
Миксоцель насекомых обычно разделяется двумя горизонтальными тонкостенными перегородками, которые называются диафрагмами, на три расположенные друг под другом отдела (синуса). Верхняя диафрагма отделяет верхний перикардиальный отдел, в котором находится сердце или спинной сосуд. Нижняя диафрагма отделяет нижележащий перинейральный отдел, в котором располагается брюшная нервная цепочка. Между верхней и нижней диафрагмами находится висцеральный отдел. В нём располагаются пищеварительная и выделительная системы, органы размножения, а также жировое тело.